# Chavinia paradoxa
Chavinia paradoxa är en kvalsterart som beskrevs av Hammer 1961. Chavinia paradoxa ingår i släktet Chavinia och familjen Oppiidae. Inga underarter finns listade i Catalogue of Life.